# Santa Magdalena Jicotlán
Santa Magdalena Jicotlán (del Náhuatl: Xicatl, tlan ‘Avispa o jicote, lugar’‘Lugar de avispas’) (En chocho Näjä "Lugar de jicotes o avispas") es una localidad del estado mexicano de Oaxaca, localizado en la Región Mixteca Oaxaqueña y en el Distrito de Coixtlahuaca, en el noroeste del territorio estatal. Es cabecera del municipio homónimo.

## Historia
La historia de Santa Magdalena Jicotlán es difícil de rastrear, por lo que existen pocas o nulas fuentes referentes a ella, incluyendo su posible fecha de fundación. Entre los pocos datos que se pueden encontrar está el de la posibilidad de que el origen de la población estuvo en una separación de tierras del municipio de San Mateo Tlapiltepec, lo  que generó un conflicto agrario entre ambos municipios de 1929 a 1939.

## Localización y demografía
De acuerdo al Censo de Población y Vivienda de 2010 realizado por el Instituto Nacional de Estadística y Geografía, Santa Magdalena Jicotlán tiene un total de 92 habitantes, los que 40 son hombres y 52 son mujeres, el municipio en total tiene solo un habitante más, dando un total de 93 habitantes, lo que ha llevado a que sea considerado el municipio de más baja población del país; dicha condición se debe principalmente, a la continua migración de sus habitantes. El conteo intercensal de 2015 de INEGI refleja 87 habitantes.
Santa Magdalena Jicotlán se encuentra localizado en las coordenadas geográficas 17°48′24″N 97°28′16″O / 17.80667, -97.47111 y a una altitud de 2 179 metros sobre el nivel del mar, se encuentra a una distancia aproximada de 200 kilómetros al noroeste de la ciudad de Oaxaca de Juárez, y unos 60 kilómetros al este de Huajuapan de León, su comunicación es únicamente mediante un camino de terracería que la une con la población de Tlacotepec Plumas.